# Lijst van voetbalinterlands Saint Lucia - Trinidad en Tobago
Deze lijst van voetbalinterlands is een overzicht van alle officiële voetbalwedstrijden tussen de nationale teams van Saint Lucia en Trinidad en Tobago. De landen speelden tot op heden zes keer tegen elkaar. De eerste ontmoeting, een groepswedstrijd tijdens de Caribbean Cup 1991, werd gespeeld in Kingston (Jamaica) op 27 mei 1991. Het laatste duel, een kwalificatiewedstrijd voor de Caribbean Cup 2014, vond plaats op 10 oktober 2014 in Couva.

## Wedstrijden
| № | Plaats       | Datum             | Competitie                          | Wedstrijd                        | Uitslag |
| - | ------------ | ----------------- | ----------------------------------- | -------------------------------- | ------- |
| 1 | Kingston     | 27 mei 1991       | Caribbean Cup 1991                  | Trinidad en Tobago – Saint Lucia | 1 – 2   |
| 2 | Kingston     | 23 mei 1993       | Caribbean Cup 1993                  | Saint Lucia − Trinidad en Tobago | 1 − 1   |
| 3 | Kingston     | 21 juli 1995      | Caribbean Cup 1995                  | Saint Lucia − Trinidad en Tobago | 0 − 5   |
| 4 | Macoya       | 17 november 2002  | CONCACAF Gold Cup 2003 kwalificatie | Trinidad en Tobago − Saint Lucia | 0 − 1   |
| 5 | Saint John's | 21 september 2010 | Vriendschappelijk                   | Trinidad en Tobago − Saint Lucia | 3 − 0   |
| 6 | Couva        | 10 oktober 2014   | Caribbean Cup 2014 kwalificatie     | Trinidad en Tobago − Saint Lucia | 2 − 0   |

## Samenvatting
| Competitie                     | Totaal gespeeld | Winst Saint Lucia | Gelijk | Winst Trinidad en T. | Doelsaldo Saint Lucia – Trinidad en T. |
| ------------------------------ | --------------- | ----------------- | ------ | -------------------- | -------------------------------------- |
| CONCACAF Gold Cup-kwalificatie | 1               | 1                 | 0      | 0                    | 1 − 0                                  |
| Caribbean Cup                  | 3               | 1                 | 1      | 1                    | 3 − 7                                  |
| Caribbean Cup-kwalificatie     | 1               | 0                 | 0      | 1                    | 0 − 2                                  |
| Vriendschappelijk              | 1               | 0                 | 0      | 1                    | 0 − 3                                  |
| Totaal                         | 6               | 2                 | 1      | 3                    | 4 − 12                                 |

SLFA · Saint Luciaans vrouwenelftal
Amerikaanse Maagdeneilanden ·
Anguilla ·
Antigua en Barbuda ·
Aruba ·
Barbados ·
Bermuda ·
Britse Maagdeneilanden ·
Canada ·
Cuba ·
Curaçao ·
Dominica ·
Dominicaanse Republiek ·
El Salvador ·
Grenada ·
Guatemala ·
Guyana ·
Haïti ·
Jamaica ·
Kaaimaneilanden ·
Montserrat ·
Nederlandse Antillen ·
Panama ·
Puerto Rico ·
Saint Kitts en Nevis ·
Saint Vincent en de Grenadines ·
San Marino ·
Suriname ·
Trinidad en Tobago ·
Turks- en Caicoseilanden
TTFF · A-internationals · Bondscoaches · Selecties · Statistieken · Olympisch elftal · Vrouwenelftal van Trinidad en Tobago · Trinidad U21 · Trinidad U19 · Trinidad U17
Gold Cup 1991 · 
Gold Cup 1993 · 
Gold Cup 1996 · 
Gold Cup 1998 · 
Gold Cup 2000 · 
Gold Cup 2002 · 
Gold Cup 2005 · 
Gold Cup 2007 · 
Gold Cup 2009 · 
Gold Cup 2011 · 
Gold Cup 2013
WK 2006
1934 · 
1935 · 
1936 · 
1937 · 
1938 · 
1939 · 
1940 · 
1941 · 
1942 · 
1943 · 
1944 · 
1945 · 
1946 · 
1947 · 
1948 · 
1949 · 
1950 · 
1951 · 
1952 · 
1953 · 
1954 · 
1955 · 
1956 · 
1957 · 
1958 · 
1959 · 
1960 · 
1961 · 
1962 · 
1963 · 
1964 · 
1965 · 
1966 · 
1967 · 
1968 · 
1969 · 
1970 · 
1971 · 
1972 · 
1973 · 
1974 · 
1975 · 
1976 · 
1977 · 
1978 · 
1979 · 
1980 · 
1981 · 
1982 · 
1983 · 
1984 · 
1985 · 
1986 · 
1987 · 
1988 · 
1989 · 
1990 · 
1991 · 
1992 · 
1993 · 
1994 · 
1995 · 
1996 · 
1997 · 
1998 · 
1999 · 
2000 · 
2001 · 
2002 · 
2003 · 
2004 · 
2005 · 
2006 · 
2007 · 
2008 · 
2009 · 
2010 · 
2011 · 
2012 · 
2013 · 
2014 ·
2015 ·
2016 ·
2017 ·
2018 ·
2019 ·
2020 ·
2021 ·
2022
Anguilla · 
Antigua en Barbuda ·
Argentinië ·
Azerbeidzjan · 
Bahama's ·
Bahrein · 
Barbados · 
Belize · 
Bermuda · 
Bolivia ·
Botswana · 
Britse Maagdeneilanden · 
Canada · 
Chili · 
China · 
Colombia · 
Costa Rica · 
Cuba · 
Curaçao · 
Dominicaanse Republiek ·
Ecuador ·
Egypte ·
El Salvador ·
Engeland ·
Estland ·
Finland ·
Grenada ·
Guatemala ·
Guyana ·
Haïti ·
Honduras ·
Ierland ·
IJsland ·
India ·
Irak ·
Iran ·
Jamaica ·
Japan ·
Jordanië ·
Kaaimaneilanden · 
Kenia · 
Koeweit ·
Marokko ·
Mexico ·
Montserrat ·
Nederlandse Antillen ·
Nicaragua ·
Nieuw-Zeeland ·
Noord-Ierland ·
Noorwegen · 
Oostenrijk · 
Panama ·
Paraguay ·
Peru ·
Puerto Rico ·
Roemenië ·
Saint Kitts en Nevis ·
Saint Lucia ·
Saint Vincent en de Grenadines ·
Saoedi-Arabië · 
Schotland ·
Slovenië ·
Suriname ·
Tadzjikistan ·
Taiwan ·
Thailand ·
Tsjechië · 
Uruguay · 
Venezuela · 
Verenigde Arabische Emiraten ·
Verenigde Staten ·
Wales · 
Zuid-Afrika ·
Zuid-Korea ·
Zweden
Engeland (2006) · 
Paraguay (2006) · 
Zweden (2006)